# Аустерліц (фільм, 1960)
«Аустерліц» (фр. Austerlitz) — художній фільм створений на реальних історичних подіях.

## Сюжет
Дія починається у 1802 році з підписання Ам'єнського договору. Крихкий мир між Англією та Францією дозволяє першому консулу Франції — Наполеону Бонапарту, узятися за поступове перетворення себе в імператора. Напочатку 1805 року Французька Імперія оголошена, Наполеон коронує себе імператорською короною. Прем'єр-міністр Англії Пітт не дотримується умов Ам'єнського договору й Наполеон готує велику армію для вторгнення в Англію. Формується III антифранцузька коаліція в складі Англії, Росії, Австрії та декількох інших держав. Наполеон скасовує план вторгнення в Англію і направляється в Австрію. 20 листопада 1805 року під Аустерліцем його армія розгромила російсько-австрійські війська під командуванням Кутузова. Після цього Австрія виходить з війни.

## У ролях
- П'єр Монді — Наполеон
- Клаудія Кардінале — Поліна Бонапарт
- Жан Маре — Лазар Карно
- Мартін Кароль — Жозефіна Богарне
- Ельвіра Попеско — Летиція Бонапарт
- Жорж Маршаль — Жан Лан
- Вітторіо Де Сіка — папа Пій VII
- Мішель Симон — Альбуаз
- Джек Пеланс — Франц фон Вейротер[en]
- Орсон Веллс — Роберт Фултон
- Жан-Луї Трентіньян — Філіпп Поль де Сегюр
- Люсьєн Раймбург — Жозеф Фуше
- Янеж Вровек — Франц II
- Анна Моффо — Грассіні
- Гі Делорм — Ексельман
- Анна-Марія Ферреро — Еліза Бонапарт
- Моріс Тейнак — Шульмейстер[ru]